# 扁平足

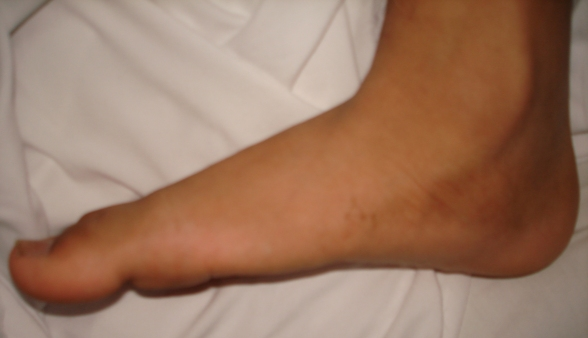
扁平足

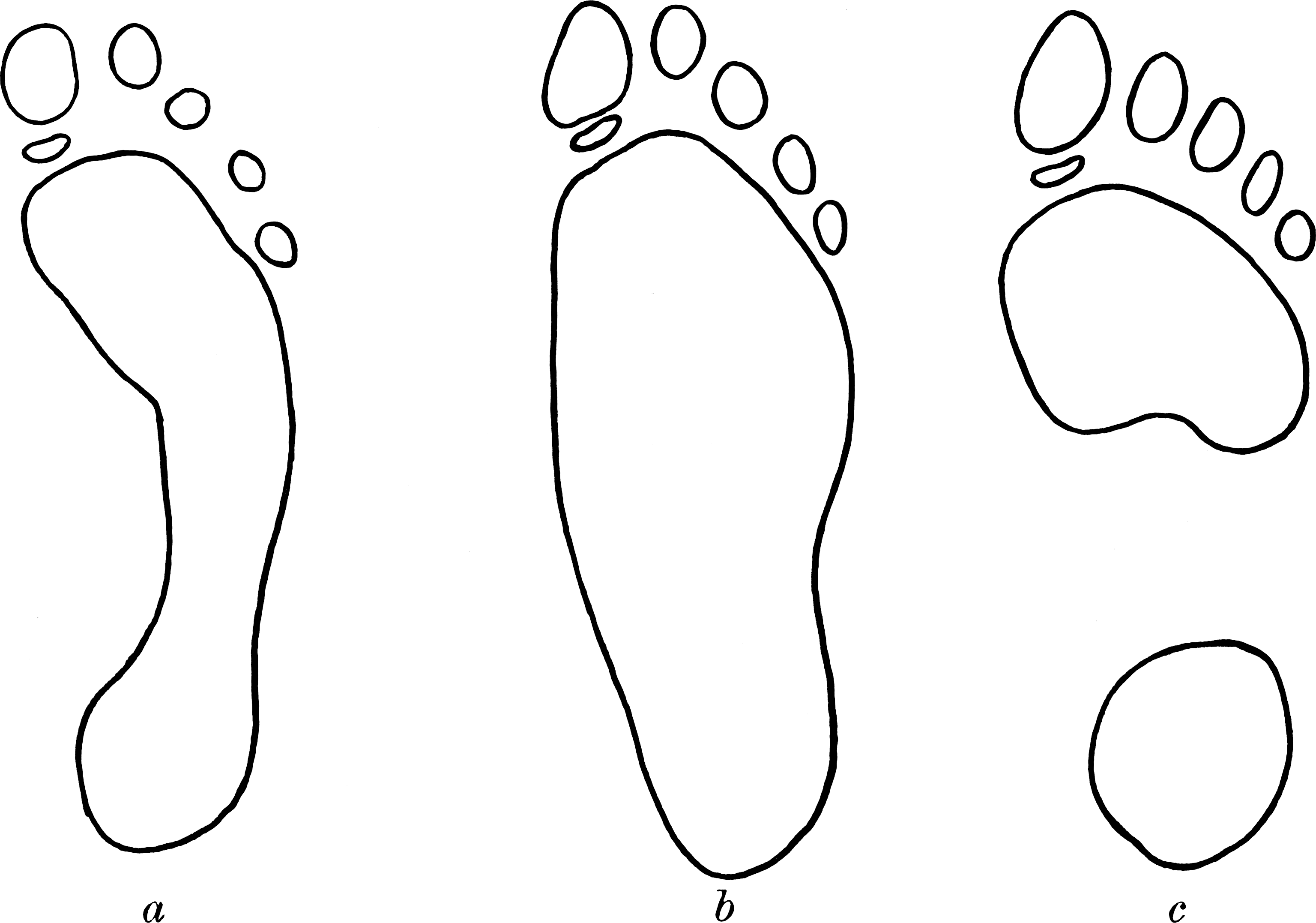
扁平足の足跡（中央）

扁平足（へんぺいそく）とは、土踏まずが無い足のことである。偏平足という表記もある。

## 概説
土踏まずは乳児期にはなく歩行により次第に形成される。土踏まずが形成されるのは8歳頃で、それを過ぎてもなお形成されないと、一般的に扁平足といわれる。
また、運動不足や体重増加などの原因により、いったん形成された土踏まずが消失することもある（土踏まずのくずれ）。
扁平足であっても直ちに歩行に支障が出るわけではない。ただし、扁平足だと路面からの衝撃の吸収や緩和が難しくなり、足全体の負担が大きくなる。そのため扁平足になると長時間の歩行が難しくなったり脚が疲れやすくなる。
遺伝するが、生活習慣で治すことができる。
痛みがなければ治す必要は無いが、神経痛などを伴う場合は整形外科で診てもらう必要がある。

## 徴兵制度との関係
扁平足は、歩行に支障が出るとの考え方から、徴兵制度をとっている国では、兵役を免除される場合があった。例えば、アルベルト・アインシュタインは重武装国家として有名なスイス国籍を持っていたが、扁平足を理由に兵役を免除された。

## 足下安平立相
インド生まれの宗教には人相学の様な概念が有り、仏教では仏陀にも見られた扁平足を「足下安平立相」という慈悲の平等を意味する良い印として三十二相八十種好の一つに分類している。